# Çò des de Sabater
Çò des de Sabater és una obra de Vielha (Vall d'Aran) inclosa a l'Inventari del Patrimoni Arquitectònic de Catalunya.

## Descripció
Çò des de Sabatèr és l'exemple d'un habitatge tradicional de condició humil, en un medi urbà i menestral. És una casa més aviat petita i estreta, de secció rectangular, adossada a banda i banda a altres edificis, que consta de dues plantes i golfes. La façana orientada a l'est presenta obertures de fusta, distribuïdes per parelles. La coberta d'encavallades de fusta suporta una teulada de pissarra, a dues vessants, amb la "capièra" reforçada. La teulada conté només una "lucana" i una xemeneia que aprofita l'estructura esglaonada dels "penaus". Les fulles de la porta estan ornamentades amb senzilles motllures, i tanquen amb un remarcable pany.

## Història
El qüestionari de Francisco de Zamora (1790) ens explica que la vila de Viella comptava amb sastres, teixidors, fusters, forners, manyans, espardenyers i pelleters. Activitats tradicionals que confirmen les fonts posteriors.